# Greg Plitt
George Gregory Plitt, Jr., bardziej znany jako Greg Plitt (ur. 3 listopada 1977 w Baltimore, w stanie Maryland, USA, zm. 17 stycznia 2015 w Burbank, w stanie Kalifornia) – amerykański instruktor fitness, model takich marek jak Calvin Klein, Under Armour czy Old Navy i aktor.

## Życiorys

### Wczesne lata
Pochodził z Lutherville w stanie Maryland, gdzie wychowywał się wraz z siostrą. Jego matka była projektantką wnętrz, a jego ojciec agentem nieruchomości. Dorastał ze starszą siostrą, która uczęszczała do United States Naval Academy w Annapolis. W 1996 Greg Plitt ukończył prywatną szkołę dla chłopców Gilman School w Baltimore w stanie Maryland, gdzie grał w piłkę nożną i golf, uprawiał zapasy. Naukę kontynuował w Akademii Wojskowej Stanów Zjednoczonych w West Point, którą ukończył w 2000. Zdobył kwalifikacje zarówno w wojsku powietrznodesantowym, jak i rangers. Służył przez pięć lat w oddziale USA Rangers.

### Kariera
Miał certyfikat osobistego trenera z Los Angeles, gdzie mieszkał. Był członkiem Met-Rx i otrzymał tytuł Sportowca Roku 2012 MET-Rx. Reklamował też Old Spice, Dodge Ram, ESPN, Under Armour i PETA.
Był autorem programu treningu MFT28 opisywanego przez Bodybuilding.com i pojawił się na okładkach takich czasopism jak „Maxim”, „AXL”, „American Health & Fitness”, „Muscle & Fitness”, „Flaunt”, „Men’s Fitness”, „Men’s Health”, „FitnessRx for Men”, „Instinct Magazine” i „Men’s Exercise”.
Był gospodarzem programu Bravo Work Out (2008) jako trener fitness i model. Pracował dla Calvina Kleina i Old Navy.
Grał przede wszystkim role epizodyczne. Wystąpił jako strażnik w nominowanym do Oscara filmie Roberta De Niro Dobry agent (The Good Shepherd, 2006) wg biografii współtwórcy CIA Jamesa Jesusa Angeltona u boku Matta Damona, Angeliny Jolie i Aleca Baldwina. W dramacie krótkometrażowym Dysmorfofobia (2008) grał Rayana. Był mieszkańcem w filmie Terminator: Ocalenie (Terminator Salvation, 2009).

### Śmierć
17 stycznia 2015 został potrącony przez pociąg w Burbank i zmarł. Jak podaje tmz.com, jeden ze świadków twierdzi, że Plitt miał ze sobą kamerę i być może był w trakcie nagrywania nowego wideo z ćwiczeniami.

## Filmografia
- 2006: Bobby jako goniec hotelowy
- 2006: Dobry agent (The Good Shepherd) jako Strażnik z Sullivanem
- 2007: Last Call Before Sunset jako Rico
- 2007: Sześć scen erotycznych i morderstwo (Six Sex Scenes and a Murder) jako Robert
- 2007-2008: Dni naszego życia (Days of Our Lives) jako Henderson
- 2007-2008: Przeznaczony do sprzedaży (Designed to Sell) jako stolarz
- 2008: Dysmorfofobia jako Rayan
- 2008: Odrobić (Work Out) jako trener
- 2009: Terminator: Ocalenie (Terminator Salvation) jako Hybrydowy Mężczyzna
- 2009: Watchmen: Strażnicy (Watchmen) jako Dr Manhattan (CGI)
- 2013: Legendy ringu (Grudge Match) jako Instruktor spadochroniarstwa